# Zeche Fritz-Heinrich
Die Zeche Fritz-Heinrich war von 1859 bis 1973 ein Steinkohlen-Bergwerk in Essen.

## Geschichte

### 1852–1913
Im Jahre 1852 gründete der Industrielle Friedrich Grillo den Bergwerks-Verein Neu-Essen mit Sitz in Altenessen. Dieses Unternehmen firmierte als Aktiengesellschaft und hatte diverse Grubenfelder nördlich von Altenessen und westlich von Heßler unter den Namen Heinrich Theodor und Fritz zusammengefasst.
1855 wurde im Feld Heinrich Theodor nördlich des Altenessener Marktes der erste Schacht niedergebracht. Dieser Schacht ging 1859 in Betrieb und wurde mit einem Malakowturm ausgestattet. 1872 wurde das nördlich liegende Feld Fritz durch einen Schacht erschlossen. Dieser lag an der Heßlerstraße und ging 1875 in Betrieb; er wurde ebenfalls mit einem Malakowturm ausgerüstet. Zwischen den beiden Schächten wurde eine untertägige Verbindung aufgefahren. Die beiden Förderschachtanlagen entwickelten sich durchaus vielversprechend, da die geförderte Fett- und Gaskohle als Kokskohle leicht abzusetzen war.
Ab 1890 wurde verstärkt der Ausbau beider Schachtanlagen in Angriff genommen. Neben Schacht Heinrich Theodor wurde zunächst ein Wetterschacht niedergebracht. 1895 bis 1897 folgte Schacht Fritz 2 als neuer Hauptförderschacht für die Schachtanlage Fritz. Schacht Heinrich Theodor erhielt 1896 ein eingezogenes Fördergerüst auf den Malakowturm aufgesetzt.
Ab 1901 wurde die Zeche Heinrich Theodor nur noch als Schachtanlage Heinrich bezeichnet. Neben Schacht Heinrich 1 wurde als neuer Förderschacht Heinrich 2 niedergebracht und 1903 in Betrieb genommen. Die Zeche wurde fortan mit Zeche Fritz-Heinrich bezeichnet. Ab 1911 wurde die Fusion des Bergwerks-Verein Neu-Essen mit dem Kölner Bergwerks-Verein vorbereitet. Zum Stichtag 1. Januar 1912 fungierte der Köln-Neu-Essener Bergwerksverein als Betreibergesellschaft für die Zeche Fritz-Heinrich wie auch für die benachbarte Zeche Emil-Emscher.

### 1913–1945
Die neue Betreibergesellschaft baute nun die Kohlenwertstoffanlagen der Zeche Fritz-Heinrich aus. Sowohl auf Fritz 1/2 als auch auf Heinrich 1/2 wurden Kokereien in Betrieb genommen. Die Förderung erreichte zeitweise 1,2 Mio. t Fett- und Gaskohle auf beiden Schachtanlagen. Es wurden Verbindungsstrecken zu der benachbarten Zeche Emil-Emscher aufgefahren.
Ab 1921 bestand ein Interessenverband zwischen dem Köln-Neu-Essener Bergwerksverein und der Hoesch AG. 1930 übernahm die Hoesch AG den gesamten Bergwerksbesitz. Im Anschluss wurde in den Folgejahren eine Rationalisierung des Förderbetriebes im nördlichen Essener Raum vorgenommen. Die Kokereien wurden beide zugunsten eines Kokereineubaus auf Emil 1/2 stillgelegt. Bis 1935 wurde nun die Zusammenfassung der Förderung Fritz-Heinrich auf der Schachtanlage Fritz 1/2 durchgeführt.
Die Tagesanlage Fritz 1/2 wurde durch den Architekten Fritz Schupp grunderneuert. Es wurde eine umfassende neue Aufbereitung gebaut. Beide Schächte erhielten identische vollwandige Strebengerüste, die aus ästhetischen Gründen einander zugewandt waren. Schacht Heinrich 1 erhielt für seine neue Aufgabe als zentraler Seilfahrtschacht für das Südfeld ein neues Gerüst auf den Malakowturm aufgesetzt.
Gegen 1945 fiel die Schachtanlage Fritz 1/2 wegen erlittener Bombenschäden komplett für die Förderung aus. Die Förderung wurde zeitweise über die Schachtanlage Heinrich 1/2 gehoben.

### 1945–1965
Nach erfolgtem Wiederaufbau konnte die Förderung bald wieder den Wert von 1,1 Mio. t jährlich erreichen. Die Altenessener Bergwerks AG als Nachfolgegesellschaft der entflochtenen Hoesch AG übernahm den Grubenbesitz Fritz-Heinrich. Ab 1957 wurden Vorbereitungen getroffen, die Zeche Fritz-Heinrich mit der benachbarten Zeche Emil-Emscher zu einem Verbundbergwerk zusammenzufassen.
Auf der Anlage Fritz 1/2 wurde der neue Förderschacht Hansen geteuft, welcher mit einer modernen Vierseilgefäßförderung ausgestattet wurde. Er ging 1961 in Betrieb. Ebenfalls 1961 wurde von der Hibernia AG das Grubenfeld der stillgelegten Zeche Wilhelmine Victoria mit den Schächten 1/4 und 2/3 angekauft. Die Förderung stieg bis auf 1,6 Mio. t Fett- und Gaskohle an. Ab 1965 war der Verbund mit der Zeche Emil-Emscher vollzogen. Die Zeche war fortan Teil des entstandenen Bergwerks Emil-Fritz.

## Heutiger Zustand
Nach Stilllegung des Verbundbergwerks 1973 sind die Schächte verfüllt und die Tagesanlagen teilweise abgebrochen worden. Der Förderturm Hansen wurde 1979 gesprengt. Auf Heinrich 1/2 befinden sich nach dem Abriss aller Gebäude neue Gewerbebetriebe. Ein großer Teil der Fläche ist mit Wohnhäusern überbaut. Auf Fritz 1/2 sind einige Teile der Bebauung erhalten und beherbergen unter anderem Restaurants, ein Architekturbüro und Verlage.